# Вулиці Умані

## А
- Вулиця Аеродромна
- Провулок Владислава Алексейчука
- Провулок Аркаса — на честь українського композитора, історика та громадського діяча Миколи Аркаса.

## Б
- Вулиця Івана Багряного — на честь українського письменника Івана Багряного
- Вулиця Бажана — на честь українського поета та перекладача, академіка Миколи Бажана.
- Вулиця Базарна
- Вулиця Степана Бандери — на честь українського політичного діяча, лідера ОУН (б), Героя України Степана Бандери.
- Вулиця Батуринська — на честь міста Батурин.
- Вулиця Берегова
- Вулиця Березовського
- Вулиця Бетховена — на честь австрійського композитора та музиканта Людвіга Ван Бетховена.
- Вулиця Білогрудівська
- Вулиця Білоцерківська
- Вулиця Богуна Івана — на честь українського військового діяча, вінницького полковника Івана Богуна.
- Провулок Березовий
- Вулиця Благовісна
- Провулок Білецького
- Провулок Бойчука
- Провулок Богуна Івана — на честь полковника Івана Богуна.
- Провулок Бузковий

## В
- Вулиця Вавилова
- Вулиця Васильківська
- Вулиця Велика фонтанна 48°45′13″ пн. ш. 30°12′51″ сх. д. / 48.75361° пн. ш. 30.21417° сх. д.
- Вулиця Вернадського на честь українського вченого, засновника вчення про ноосферу, першого президента ВУАН, академіка Володимира Вернадського.
- Вулиця Визволителів 48°44′49″ пн. ш. 30°14′21″ сх. д. / 48.74694° пн. ш. 30.23917° сх. д.
- Вулиця Виговського — на честь гетьмана України Івана Виговського.
- Вулиця Вишивана
- Вулиця Вільямса
- Вулиця Вокзальна
- Вулиця Волкова
- Вулиця Володимира Мономаха — на честь Великого князя Київського Володимира Мономаха.
- Вулиця Володимирська
- Вулиця Волонтерів
- Провулок Верещагіна
- Провулок Весняний
- Провулок Вітряний
- Провулок Волкова
- Провулок Волошковий

## Г
- Майдан Гагаріна 48°44′00″ пн. ш. 30°12′17″ сх. д. / 48.73333° пн. ш. 30.20472° сх. д. — на честь першого космонавта світу Юрія Гагаріна.
- Вулиця Гайдамацька 48°44′54″ пн. ш. 30°13′10″ сх. д. / 48.74833° пн. ш. 30.21944° сх. д.- на честь учасників гайдамамацького руху.
- Вулиця Ганжі — на честь козацького уманського полковника, соратника Богдана Хмельницького — Івана Ганжі.
- Вулиця Гастелло — на честь радянського льотчика, Героя СРСР, героя Другої світової війни Миколи Гастелло.
- Вулиця Героїв Крут — на честь учасників бою під станцією Крути.
- Вулиця Герцена — на честь російського письменника та публіциста Олександра Герцена.
- Вулиця Глібка
- Вулиця Глібова — на честь українського поета, байкаря та видавця Леоніда Глібова.
- Вулиця Гоголя — на честь українського та російського письменника та драматурга Миколи Гоголя.
- Вулиця Гонти Івана — на честь гайдамацького ватажка Івана Гонти.
- Вулиця Горіхова — на честь горіхів.
- Вулиця Горького 48°45′07″ пн. ш. 30°13′10″ сх. д. / 48.75194° пн. ш. 30.21944° сх. д. — на честь російського та радянського письменника Максима Горького (О. М. Пєшкова).
- Провулок Гранітний
- Вулиця Грибоєдова — на честь російського письменника-драматурга Олександра Грибоєдова.
- Вулиця Громова
- Вулиця Грушевського — на честь голови Української Центральної ради, історика, письменника, академіка Михайла Грушевського.
- Провулок Герцена, 1-ий — на честь Олександра Герцена.
- Провулок Герцена, 2-ий — на честь Олександра Герцена.
- Провулок Горького — на честь письменника Максима Горького.
- Провулок Грибоєдова — на честь письменника Олександра Грибоєдова.
- Провулок Грінченка — на честь українського письменника, вченого-лексикографа, етнографа Бориса Грінченка.

## Д
- Вулиця Даманська
- Вулиця Декабристів
- Вулиця Демуцького
- Вулиця Дерев'янка
- Вулиця Добролюбова — на честь російського критика Миколи Добролюбова.
- Вулиця Довженка — на честь українського кінорежисера, письменника та дипломата Олександра Довженка.
- Вулиця Докучаєва — на честь російського вченого-ґрунтознавця Василя Докучаєва.
- Вулиця Дружби
- Провулок Далекий
- Провулок Добросусідський

## Е
- Вулиця Енергетична
- Провулок Енергетичний

## Є
- Вулиця Європейська 48°45′03″ пн. ш. 30°13′12″ сх. д. / 48.75083° пн. ш. 30.22000° сх. д.

## З
- Вулиця Заводська
- Вулиця Залізнична — на честь залізниці.
- Вулиця Залізняка Максима 48°45′28″ пн. ш. 30°12′24″ сх. д. / 48.75778° пн. ш. 30.20667° сх. д. — на честь гайдамацького ватажка Максима Залізняка.
- Вулиця Заньковецької — на честь української актриси, Народної артистки УРСР Марії Заньковецької.
- Вулиця Затишна
- Вулиця Звірківська
- Вулиця Звенигородська
- Вулиця Зелена — на честь зеленого кольору.
- Вулиця Злагоди
- Вулиця Зоряна — на честь зірок.
- Провулок Загородній
- Провулок Залізняка Максима — на честь гайдамацького ватажка Максима Залізняка.
- Провулок Зарічний
- Провулок Західний
- Провулок Звірківський

## І
- Івангородська площа
- Вулиця Івасюка — на честь українського композитора, співака, музиканта, поета, Героя України (посмертно) Володимира Івасюка.
- Вулиця Індустріальна
- Вулиця Інженерна
- Вулиця Інститутська
- Вулиця Інтернаціональна 48°46′07″ пн. ш. 30°13′27″ сх. д. / 48.76861° пн. ш. 30.22417° сх. д.
- Провулок Івангородський
- Провулок Інтернаціональний

## Ї
- Провулок Їжакевича — на честь українського художника та іконописця Івана Їжакевича.

## К
- Вулиця Калнишевського — на честь останнього кошового отамана Запорозької Січі Петра Калнишевського.
- Вулиця Канівська — на честь міста Канева (Черкаська область).
- Вулиця Кармелюка — на честь керівника селянських повстань на Поділлі Устима Кармелюка.
- Вулиця Карпінського
- Вулиця Каштанова — на честь дерева каштану.
- Вулиця Андрія Кизила 48°44′57″ пн. ш. 30°13′09″ сх. д. / 48.74917° пн. ш. 30.21917° сх. д. — на честь українського військовика героя АТО.
- Вулиця Київська 48°45′41″ пн. ш. 30°13′14″ сх. д. / 48.76139° пн. ш. 30.22056° сх. д.
- Вулиця Кобилянської — на честь української письменниці Ольги Кобилянської.
- Вулиця Козацька
- Вулиця Комарницького
- Вулиця Комарова 48°46′07″ пн. ш. 30°13′10″ сх. д. / 48.76861° пн. ш. 30.21944° сх. д. — на честь радянського космонавта, Героя Радянського Союзу Володимира Комарова.
- Вулиця Корперативна
- Вулиця Короленка — на честь російського письменника Володимира Короленка.
- Вулиця Корсунь-Шевченківська — на честь міста Корсунь-Шевченківський.
- Вулиця Григорія Косинки — на честь українського письменника Григорія Косинка (Стрільця).
- Вулиця Космодем'янської Зої — на честь радянської партизанки, Героя СРСР Зої Космодем'янської.
- Вулиця Космонавтів
- Вулиця Костельна 48°45′01″ пн. ш. 30°13′07″ сх. д. / 48.75028° пн. ш. 30.21861° сх. д.
- Вулиця Костомарова — на честь українського письменника, перекладача, історика, етнопсихолога, громадського діяча Миколи Костомарова.
- Вулиця Котляревського — на честь українського письменника та драматурга, засновника нової української літератури Івана Котляревського.
- Вулиця Коцюбинського — на честь українського письменника Михайла Коцюбинського.
- Вулиця Кошового Олега — на честь антифашиста-підпільника, Героя СРСР Олега Кошового.
- Вулиця Крамаренка
- Вулиця Криворучка
- Вулиця Крилова — на честь російського поета, байкаря та драматурга Івана Крилова.
- Вулиця Кропивницького — на честь українського драматурга та театрального діяча Марка Кропивницького.
- Вулиця Віктора Кумановського
- Вулиця Кутузова — на честь російського полководця Михайла Голєніщева-Кутузова.
- Провулок Калиновий
- Провулок Кам'яний
- Провулок Кармелюка — на честь Устима Кармелюка.
- Провулок Карпінського
- Провулок Квітковий
- Провулок Київський — на честь м. Києва.
- Провулок Кленовий
- Провулок Кобилянської — на честь Ольги Кобилянської.
- Провулок Колодязьний
- Провулок Короленка — на честь письменника Володимира Короленка.
- Провулок Короткий
- Провулок Крамського — на честь російського живописця Івана Крамського.
- Провулок Курінного
- Провулок Кутузова — на честь Михайла Кутузова.

## Л
- Вулиця Левадна
- Вулиця Леваневського — на честь радянського льотчика Сигізмунда Леваневського.
- Вулиця Лермонтова — на честь російського поета Михайла Лермонтова.
- Вулиця Лесі Українки — на честь видатної української письменниці та поетеси Лесі Українки.
- Вулиця Лисенка Миколи — на честь українського композитора та педагога Миколи Лисенка.
- Вулиця Лісна — на честь лісу.
- Вулиця Ломоносова — на честь російського вченого-хіміка, письменника, поета, історика Михайла Ломоносова.
- Провулок Левадний
- Провулок Леваневського — на честь радянського льотчика Сигізмунда Леваневського.
- Провулок Лермонтова — на честь російського поета Михайла Лермонтова.
- Провулок Лесі Українки 1-ий — на честь Лесі Українки.
- Провулок Лесі Українки 2-ий — на честь Лесі Українки.
- Провулок Лисенка Миколи — на честь Миколи Лисенка.
- Провулок Лисенка Миколи 2-ий — на честь Миколи Лисенка.
- Провулок Лисогорський
- Провулок Літературний
- Провулок Літній — на честь пори року — літа.
- Провулок Любові

## М
- Вулиця Івана Мазепи — на честь гетьмана України Івана Мазепи.
- Вулиця Макаренка
- Вулиця Мала садова
- Вулиця Малофонтанна
- Вулиця Матросова
- Вулиця Маяковського
- Провулок Медовий
- Вулиця Мельникова
- Вулиця Миру
- Вулиця Михайлівська
- Вулиця Миколи Руденка
- Вулиця Мікояна
- Вулиця Мічуріна
- Вулиця Молодіжна
- Вулиця Молодогвардійська
- Вулиця Молокова
- Провулок Макаренка
- Провулок Маланюка
- Провулок Малий
- Провулок Матросова
- Провулок Маяковського 1-ий
- Провулок Маяковського 2-ий
- Провулок Маяковського 3-ий
- Провулок Мирводи
- Провулок Мирного Панаса
- Провулок Андрія Миронюка
- Провулок Миру 1-ий
- Провулок Миру 2-ий
- Провулок Молодогвардійський
- Провулок Молокова

## Н
- Вулиця Набережна
- Вулиця Нахімова
- Вулиця Небесної Сотні 48°44′57″ пн. ш. 30°13′19″ сх. д. / 48.74917° пн. ш. 30.22194° сх. д.
- Вулиця Незалежності
- Вулиця Некрасова
- Вулиця Нечуй-Левицького
- Вулиця Новософіївська
- Вулиця Новоуманська

## О
- Вулиця Одеська
- Вулиця Оксамитова
- Вулиця Олександрівська
- Вулиця Оранжерейна
- Вулиця Пилипа Орлика — на честь українського політичного, державного і військового діяча, гетьмана Пилипа Орлика
- Вулиця Осипенка
- Вулиця Остапа Вишні
- Вулиця Осташівська
- Провулок Одеський
- Провулок Озерний

## П
- Площа Перемоги 48°46′08″ пн. ш. 30°13′24″ сх. д. / 48.76889° пн. ш. 30.22333° сх. д.
- Вулиця Павлова
- Вулиця Перемоги
- Вулиця Першотравнева
- Вулиця Пирогова
- Вулиця Південна
- Вулиця Північна
- Вулиця ПІддубного
- Вулиця Піковецька
- Вулиця Піхотна
- Вулиця Піщана
- Вулиця Повітрофлотська
- Вулиця Поріднених міст
- Вулиця Потоцького
- Вулиця Праці
- Вулиця Пролетарська
- Вулиця Промислова
- Вулиця Прохожа
- Вулиця Пушкіна 48°45′07″ пн. ш. 30°13′45″ сх. д. / 48.75194° пн. ш. 30.22917° сх. д.
- Вулиця Пугачова — на карті не позначена (відрізок між вул. Небесної Сотні-Гайдамацькою)
- Провулок Павлова
- Провулок Передмістний 1-ий
- Провулок Пересади
- Провулок Першотравневий
- Провулок Пестеля
- Провулок Південний
- Провулок Піковецький
- Провулок Піщаний
- Провулок Повітрофлотський
- Провулок Дмитра Пожарського
- Провулок Польовий
- Провулок Православний
- Провулок Праці
- Провулок Приємний
- Провулок Привокзальний
- Провулок Проїзний
- Провулок Пролетарський
- Провулок Прохожий
- Провулок Пушкіна

## Р
- Вулиця Радзієвського
- Вулиця Разіна Степана
- Вулиця Республіканська
- Вулиця Рєпіна
- Вулиця Річкова
- Вулиця Робоча
- Провулок Рєпіна
- Провулок Річковий
- Провулок Республіканський

## С
- Вулиця Садова 48°44′53″ пн. ш. 30°13′20″ сх. д. / 48.74806° пн. ш. 30.22222° сх. д.
- Вулиця Саксаганського — на честь українського театрального діяча, актора, режисера, Панаса Саксаганського.
- Вулиця Симиренка
- Вулиця Симоненка
- Вулиця Григорія Сковороди
- Вулиця Скоропадського
- Вулиця Слобідська
- Вулиця Анатолія Слонського
- Вулиця Смирнова
- Вулиця Смілянська
- Площа Соборності 48°45′00″ пн. ш. 30°13′13″ сх. д. / 48.75000° пн. ш. 30.22028° сх. д.
- Вулиця Сонячна
- Вулиця Софіївська
- Вулиця Спінози — на честь голландського філософа єврейського походження Бенедикта (Баруха) Спінози.
- Вулиця Стара прорізна
- Вулиця Старицького
- Вулиця Степова
- Вулиця Стуса — на честь українського поета- дисидента, Героя України (посмертно) Василя Стуса.
- Вулиця Суворова — на честь російського полководця, генералісимуса Олександра Суворова.
- Вулиця Суровцової
- Вулиця Східна
- Провулок Садовий
- Провулок Саксаганського
- Провулок Січневий
- Провулок Сєрова
- Провулок Солов'їний
- Провулок Спінози
- Провулок Стефановича
- Провулок Суворова

## Т
- Вулиця Тальнівська
- Вулиця Олени Теліги — на честь української поетеси, члена ОУН Олени Теліги.
- Вулиця Теплична
- Вулиця Терещенків
- Вулиця Тимірязєва
- Вулиця Тичини Павла
- Вулиця Тищика 48°45′28″ пн. ш. 30°12′28″ сх. д. / 48.75778° пн. ш. 30.20778° сх. д.
- Вулиця Трояндова
- Вулиця Тютюнника
- Провулок Тимірязєва 1-ий
- Провулок Тимірязєва 2-ий
- Провулок Тихий
- Провулок Тичини Павла — на честь українського радянського поета Павла Тичини.

- Провулок Тінистий
- Провулок Толстого

## У
- Вулиця Уманська
- Вулиця Успенська 48°45′26″ пн. ш. 30°12′30″ сх. д. / 48.75722° пн. ш. 30.20833° сх. д.
- Вулиця Ушакова

## Ф
- Вулиця Фортечна
- Вулиця Франка Івана

## Х
- Вулиця Миколи Хвильового
- Вулиця Хмельницького Богдана
- Вулиця Хоткевича
- Провулок Хмельницького Богдана

## Ч
- Вулиця Чайковського
- Вулиця Челюскінців
- Вулиця Черкаська
- Вулиця Чернишевського
- Вулиця Черняховського
- Вулиця Чехова
- Вулиця Чигиринська
- Вулиця Чкалова
- Провулок Черкаський
- Провулок Чернишевського
- Провулок Черняховського
- Провулок Чехова
- Провулок Чкалова
- Провулок Чумацький

## Ш
- Вулиця Шевченка
- Вулиця Ширшова
- Вулиця Шкільна
- Вулиця Ігоря Шлямара
- Вулиця Шмідта
- Вулиця Шолом-Алейхема
- Вулиця Шосейна
- Вулиця Шполянська
- Вулиця Шухевича
- Провулок Шевченка
- Провулок Ширшова
- Провулок Шишкіна
- Провулок Штабний

## Щ
- Вулиця Щербаківського

## Ю
- Вулиця Юмашева
- Вулиця Юнацька
- Провулок Юмашева

## Я
- Вулиця Ярослава Мудрого

-на честь великого князя київського Ярослава Мудрого.
- Провулок Ясний

## А також
- 1-ша Східна
- 2-га Східна
- 3-тя Східна
- 4-та Східна
- 5-та Східна
- 6-та Східна
- 7-ма Східна
- 8-ма Східна
- 9-та Східна
- 10-та Східна
- 11-та Східна
- 12-та Східна
- 8 Березня — на честь Міжнародного жіночого дня (8 березня).

19 лютого 2016 року міський голова підписав розпорядження про перейменування вулиць та провулків м. Умані. Список вулиць і провулків, які перейменовані в м. Умань.
1. Вул. Артема — Вул. Михайлівська (на честь російського революційного діяча — більшовика Артема (справжнє ім'я — Федір Сергєєв).
2. Пров. Артема — Пров Калиновий
3. Вул Бабушкіна — Вул Вернадського (на
4. Пров Бабушкіна — Пров Православний
5. Вул. Бєлінського — Вул Косинки Георгія
6. Пров. Бєлінського — Пров Короткий
7. Вул. Більшовицька — Вул. Мазепи
8. Вул. Будьонного — Вул Козацька
9. Вул. Володарського — Вул Щербаківського
10. Пров. Володарського — Пров Курінного
11. Вул. Воровського — Вул. Піддубного
12. Вул. Ворошилова — Вул. Крамаренка
13. Пров. Ворошилова — пров Волошковий
14. Пров. Гайдара — Пров Тінистий
15. Вул. Героїв Сталінграда — Вул Теплична
16. Вул. Давиденка — Вул. Оранжерейна
17. Пров. Давиденка — Пров. Квітковий
18. Вул. Дем'яна Бєдного — Вул. Костомарова
19. Пров. Дем'яна Бєдного — Пров. Далекий
20. Вул. Дзержинського — Шлямара Ігоря
21. Вул. Енгельса — Вул. Суровцової
22. Пров. Жовтневий — Пров. Миронюка Андрія
23. Вул. Жовтневої революції — Вул. Незалежності
24. Вул. Затонського — Вул. Мала Садова
25. Вул. Зорге — Вул. Довженка
26. Пров. Ірчана — Пров. Січневий
27. Вул. Калініна — Вул. Кумановського
28. Пров. Калініна — Пров. Медовий
29. Вул. Кірова — Вул Васильківська
30. Вул. Карла Лібкнехта — Вул. Стуса
31. Вул. Клари Цеткін — Вул. Олени Теліги
32. Пров. Клари Цеткін — Пров. Тихий
33. Вул. Комсомольська — Вул. Молодіжна
34. Вул. Комуністична — Вул. Олександрівська
35. Вул. Косіора — Вул Горіхова
36. Вул. Котовського — Вул. Виговського
37. Пров. Котовського — Пров. Соловїний
38. Вул. Красіна — Вул. Батуринська
39. Вул. Крупської — Вул. Злагоди
40. Вул. Куйбишева — Вул. Слобідська
41. Вул. Кулика — Вул. Комарницького
42. Вул. Колгоспна — Вул. Базарна
43. Вул. Леніна — Вул. Європейська
44. Ленінградське шосе — Бандери Степана
45. Вул. Ленінської «Іскри» — Вул. Успенська
46. Вул. Луначарського — Вул. Березовського
47. Вул. Мануїльського — Вул. Стара Прорізна
48. Вул. Мопрівська — Вул. Потоцького
49. Пров. Мілованова — Пров. Грінченка
50. Пров. Михайловської — Пров. Бузковий
51. Вул. Островського — Вул. Демуцького
52. Пров. Островського — Пров. Літературний
53. Вул. Павлика Морозова — Вул. Зоряна
54. Пров. Папаніна — Пров. Березовий
55. Вул. Пархоменка — Вул. Івасюка
56. Вул. Паризької Комуни — Вул. Велика Фонтанна
57. Вул. Петровського — Вул. Тютюнника
58. Вул. Піонтковського — Вул. Костельна
59. Вул. Постишева — Вул. Ярослава Мудрого
60. Пров. Постишева — Пров. Вітряний
61. Вул. Піонерська — Вул. Юнацька
62. Вул. Радянська — Вул. Небесної Сотні
63. Вул. Рафаїла Чорного — Вул. Гайдамацька
64. Вул. Раскової — Вул. Хоткевича
65. Вул. Рози Люксембург — Вул. Новософіївська
66. Вул. Свердлова — Вул. Шухевича
67. Пров. Свердлова — Пров. Стефановича
68. Вул. Сергія Лазо — Вул. Миколи Хвильового
69. І пров. Сергія Лазо — Пров. Лисогорський
70. ІІ пров. Сергія Лазо — Пров. Маланюка
71. Пров. Смідовича — Пров. Любові
72. Вул. Страйгородського — Вул Скоропадського
73. Пров. Страйгородського — Пров. Їжакевича
74. Вул. С. Перовської — Вул. Володимира Мономаха
75. Пров. С. Перовської — Пров. Добросусідський
76. Вул. Таращанська — Вул. Вишивана
77. Пров1 Таращанський — Пров. Літній
78. Пров2 Таращанський –  Пров. Весняний
79. Вул. Тельмана — Вул. Волонтерів
80. Пров. Тельмана — Пров. Пожарського
81. Вул. Тухачевського Вул. Івана Багряного
82. Вул. Урбайліса — Вул. Володимирівська
83. Вул. Урицького — Вул. Грушевського
84. Пров. Урицького — пров. Аркаса
85. Вул. Федька — Вул. Терещенків
86. Пров. Федька — Пров. Білецького
87. Вул. Фрунзе — Вул. Новоуманська
88. Вул. Фурманова — Вул. Героїв Крут
89. Пров. Фурманова — Пров. Гранітний
90. Вул. Халтуріна — Вул. Ганжі
91. Пров. Халтуріна — Пров. Бойчука
92. Вул. Чапаєва — Вул. Фортечна
93. Пров. Чапаєва — Пров. Алексейчука
94. Вул. Червоногвардійська — Слонського Анатолія
95. Пров. Червоноармійський — Пров. Штабний
96. Вул. Чубаря — Вул. Симоненка
97. Провул. Чубаря — Пров. Кленовий
98. Вул. Щорса — Вул. Калнишевського
99. Пров. Щорса –  Озерний
100. Вул. Якіра — Вул. Оксамитова
101. Пров. Якіра — Пров. Ясний
102. Вул. XXIV Партз'їзду — Вул. Білогрудівська
103. Вул. 50-річчя ВЛКСМ — Вул. Сковороди Григорія[1]